# Društvo istraživača mora 20000 milja
Društvo istraživača mora 20000 milja je udruga sa sjedištem u Zadru koja okuplja istraživače čiji je primarni interes područje biologije mora. Osnovni ciljevi Društva su poticanje i promicanje istraživanja ekosustava mora i njegova zaštita, unapređenje edukativno-istraživačkih djelatnosti, vrednovanje, očuvanje i zaštita prirode i bioraznolikosti te zagovaranje prihvatljivog gospodarenja morskim resursima.
Provode istraživanje na Elafitima u sklopu edukativno-istraživačkog projekta “Ne Klimajte palasturu!”, usmjerenog na upoznavanje javnosti s manifestacijama klimatskih promjena u moru te istraživanja strogo zaštićene plemenite periske kojoj potencijalno prijeti izumiranje.